# Reiner Winterschladen

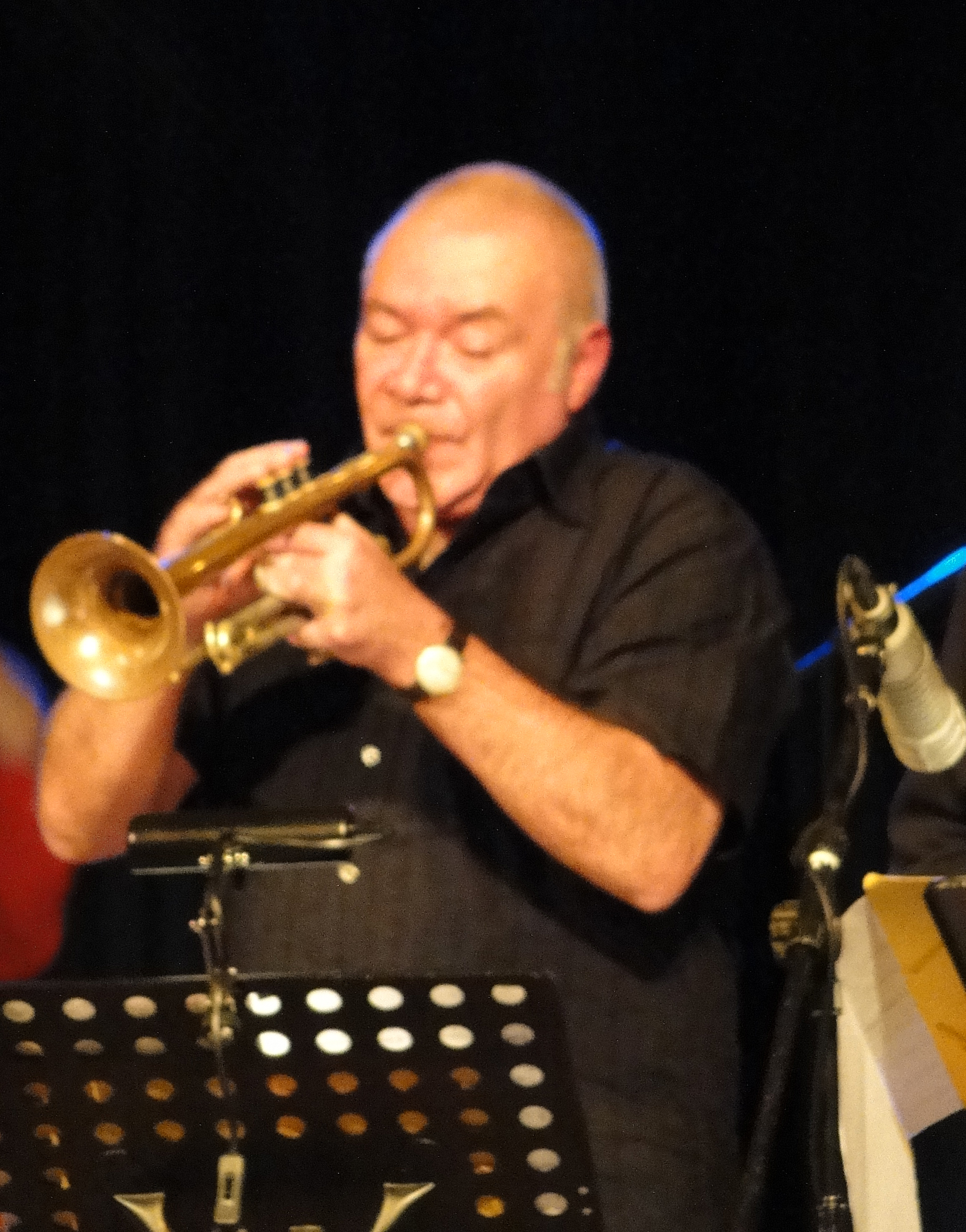
Reiner Winterschladen tijdens het jazzfestival van Hofheim, in 2009

Reiner Winterschladen (Bergisch Gladbach, 30 juli 1956) is een Duitse jazz-trompettist.
Winterschladen is sinds 1979 beroepsmuzikant. Hij speelde in de rockmuziek (bij Marius Müller-Westernhagen en The Element Project), funk en electro-muziek (Trance Groove) en werkte mee aan filmmuziek. In de jazz werkte hij samen met de band Nighthawks, Dieter Manderscheid, Radu Malfatti, Achim Krämer, Tony Oxley, Pee Wee Ellis, Ekkehard Jost en Ali Haurand. ook speelde hij bij Klaus König, Theo Jörgensmann en de groep Blue Box (tegenwoordig nuBox) van Alois Kott. Sinds 1995 is hij lid van de radio-bigband NDR Bigband.
Voor zijn werk in de groep Blue Box kreeg hij in 1985 een cultuurprijs van de stad Düsseldorf.
- Bibliothèque nationale de France: cb13940678j (data)
- Gemeinsame Normdatei: 134726235
- International Standard Name Identifier: 0000 0001 1944 4734
- Library of Congress Control Number: n96055844
- MusicBrainz: 920fd942-315c-450d-a2c7-b2d2871fb043
- Nationale Bibliotheek van Israël: 987007325768305171
- Virtual International Authority File: 24791591
- WorldCat: E39PBJrWyqm3DXHf7HvtVpMwYP